# Spike Team
Spike Team est une série télévisée d'animation italienne en 78 épisodes de 26 minutes créée par Andrea Lucchetta, et diffusée entre le 21 novembre 2010 et le 20 mai 2018 sur Rai 2.
Elle tourne autour d'une équipe de volley-ball composée de six filles et de leur entraîneur, Lucky et s'adresse à un groupe cible d'enfants âgés de 6 à 11 ans.

## Développement
Avant la diffusion de la série en Italie, Spike Team aux chaînes teleTOON+ au Pologne, et Canal Panda et Biggs au Portugal.
La série est diffusée pour la première fois le 21 novembre en Italie à 8 h 10 sur la chaîne de télévision Rai 2,..